# ارون باياس
ارون باياس (بالإنجليزية: Aaron Payas)‏ (24 مايو 1985 بجبل طارق في المملكة المتحدة - ) هو لاعب كرة قدم بريطاني في مركز الوسط. شارك مع منتخب جبل طارق لكرة القدم. أما مع النوادي، فقد لعب مع مانشستر 62 ونادي لينكولن ريد إيمبس وGlacis United F.C. ‏.

## وصلات خارجية
- ارون باياس على موقع الاتحاد الأوربي (الإنجليزية)
- ارون باياس على موقع قاعدة بيانات كرة القدم.إي يو (الإنجليزية)
- ارون باياس على موقع ناشيونال فوتبول تيمز (الإنجليزية)
- ارون باياس على موقع Soccerway.com (الإنجليزية)